# Khéphren Thuram
Khéphren Thuram-Ulien (Reggio Emilia, 26 maart 2001) is een Frans voetballer die doorgaans als defensieve middenvelder speelt. Hij verruilde OGC Nice in juli 2024 voor Juventus FC. Thuram debuteerde in 2023 in het Frans voetbalelftal. Hij is een zoon van voormalig Frans international Lilian Thuram en jongere broer van Marcus Thuram.

## Clubcarrière
Thuram werd geboren in Italië, waar zijn vader destijds uitkwam voor Parma. Hij speelde in de jeugd van Olympique de Neuilly en AC Boulogne-Billancourt voor hij in 2016 werd opgenomen in de jeugdopleiding van AS Monaco. Hiervoor debuteerde hij op 28 november 2018 in het eerste elftal, als invaller tijdens een wedstrijd in de Champions League tegen Atlético Madrid. Hij mocht dat seizoen ook invallen tegen Borussia Dortmund en in de Coupe de la Ligue tegen Guingamp. Tot een debuut in de Ligue 1 kwam het niet.
Thuram verruilde Monaco in juli 2019 transfervrij voor OGC Nice. Hier liet coach Patrick Vieira hem in 2019/20 veertien speelronden spelen, na de jaarwisseling ook regelmatig vanaf het begin van de wedstrijd. Daarna kreeg hij een steeds grotere rol binnen het team. Thuram bereikte in 2021/22 met zijn teamgenoten de finale van de Coupe de France, maar verloor hierin van Nantes. Hij werd in 2022/23 een vaste basisspeler bij Nice. 
Op 10 juli 2024 tekende Thuram een vijfjarig contract bij Juventus, dat twintig miljoen euro veil had voor de middenvelder. In december scoorde hij tweemaal tegen Fiorentina, waardoor hij reeds de derde uit zijn familie was die scoorde in de Serie A, na zijn broer en vader.

## Interlandcarrière
Thuram maakte deel uit van bijna alle Franse nationale jeugdselecties vanaf Frankrijk –16 en nam met Frankrijk –21 deel aan het EK –21 van 2023. Hij debuteerde op 24 maart 2023 in het Frans voetbalelftal. Bondscoach Didier Deschamps liet hem toen in de 89e minuut invallen voor Adrien Rabiot tijdens een met 4–0 gewonnen EK-kwalificatiewedstrijd tegen Nederland. Thuram werd hiermee de derde Franse international in zijn familie, na zijn vader Lilian en broer Marcus.